# لیوس
لیوس، روستایی از توابع بخش شهیون شهرستان دزفول در استان خوزستان ایران است.
این روستا در شیب دامنه مرکزی لنگرکوه واقع شده و دارای آب و هوای نیمه خشک و کوهستانی است. روستای لیوس در سال ۱۳۸۷ به عنوان یکی از روستاهای گردشگری استان خوزستان دارای شناسنامه شده است.
این روستا در دهستان سید ولی‌الدین قرار دارد و بر اساس سرشماری مرکز آمار ایران در سال ۱۳۸۵، جمعیت آن ۲۰۲ نفر (۴۱خانوار) بوده‌است.
بسیاری از اهالی این روستا برای یافتن شغل مناسب به شهر مهاجرت کرده‌اند.

## گردشگری
روستای لیوس در ۷۳ کیلومتری شمال غربی دزفول، دامنه ی شیب لَنگر کوه واقع شده،  ساکنان آن از قوم بختیاری می باشند.
مهم‌ترین صنایع دستی مردم این روستا چوقا لیوسی ،قالی جاجیم ،وریست، سیاه‌چادر  حور می باشد،  خاستگاه اولیه چوقابختیاری روستای لیوس می باشد این بالاپوش مردانه، با این طرح و نقش ، اول بار توسط زنی از اهالی روستا لیوس بافته شده و به جهت سبکی و زیبای و سادگی در طرح و نقش آن اول بار با فرمان سالار شجاع ممصالح چهارلنگ به عنوان بالاپوشی مردانه در باب ممصالح  بختیاری مرسوم شده و پس آن در کل ایل بختیاری گسترش و رسمیت یافت، ترشی انار لیوس از نوع ممتاز و معروف ترشی انار است ، کار و پیشه مردم روستا لیوس اغلب دامداری و باغداری وکشاورزی است.
روستاهای گردشگری با خانه های سنگی، قبرهای اتاقکی شکل ، قلعه های باستانی کوشک، دهور ، دهگاه، نوک بن دز، دره نارنج، رودسزار و ، جنگل بلوط لنگرکوه، و مکان های زیارتی  مشهور به قدمگاه امام رضا سه ،پیرونِ گُوشه ، پیرچل، امامزاده میداوید  آسیابهای آبی تنوره ای، آبشار نورآباد، فسیل سنگواره بَردگژدم، باغات و چشمه دره کُول ، باغات دره سر بوُت، دره مورنج، غار قندیلی سزار نیز  بخشی از ویژگی‌های جذاب گردشگری این روستا است.

## تاریخ
سندی مکتوب که نشان دهنده قدمت دقیق تاریخی ، روستای لیوس باشد در دست نیست.اما با توجه به‌ آثار و ابنیه ای که از گذشته بجا مانده ،  پیشینهٔ ای بیش از هزار ساله را برای آن تخمین می‌زنند. کوه های اطراف لیوس را یکی  از کهن‌ترین زیستگاههای انسانی شمال شهرهای باستانی شوش شوشتر و دزفول(آوان) می‌دانند. آثار و بناهای تاریخی که در لیوس وجود دارد مربوط به دوره‌های مختلف ساسانی، اتابکان لُربزرگ، صفوی و قاجار می باشد. درگذشته های نه چندان دور، مجموعه از چند پارچه آبادی کوچک اطراف لیوس با محوریت دهگاه لیوس که به "پا تَخت لیوس" معروف بوده وجود داشته ، لیوس در گذشته کانونی  برای تامین مایحتاج و تبادل کالا و ارتباط میان مردمان دشت نشین شمال جلگه خوزستان دزفول و شوش و عشایر کوچ رو بخش غربی کوهستان زاگرس میانی بوده است .

## معماری
بافت سنگی و معماری کنونی روستای لیوس سابقه‌ای تاریخی، بیش از ۷۰۰ سال دارد.خانه های ده لیوس که با نام محلی (لیر)معروف می باشند، بالغ بر ۳۰۰ تُوُ ( واحد ) برآورد شده اند. این خانه‌ها به‌طور کامل بر روی دامنه شیب‌دار لنگر کوه بنا شده‌است.  ساختار اصلی خانه ها اعم از طاق‌ ها ، قوس ها و درگاه‌ ورودی آن برگرفته از شیوه معماری، چهارطاقی دوره ساسانی  می باشد با اندکی تفاوت در ریختِ، نمای بیرونی آن و اغلب دارای درب های چوبی  خراطی شده از جنس تنه درخت خرما می باشد. روزنه ای در سقف اغلب خانه ها جهت ورود نور و تهویه هوای داخل تعبیه شده و جنس  مصالح بکار رفته در  این خانه ها  از  سنگ رودخانه و لاشه سنگ های تراش خورده کوه می باشد که با ملاتی از جنس آهک و گچ  و  سیمان معدنی که در مجاورت روستا قراردارد ساخته شده.درون هر خانه خمره های ، بزرگ  با نام محلی تاپو وجود دارد جهت ذخیره  و نگهداری غلات و آذوقهٔ ضروری ، در فضای  ما بین خانه ها کوچه‌های تنگ وجود دارد  که جلوه ای زیبا به روستا می دهد. 
در بخش جنوبی روستا قبرستانی وجود دارد که قبر های آن بصورت اتاقک های کوچک می باشد.
در روستای لِیوس و اطراف آن نزدیک به ۲۰ آسیاب‌ تنوره ای با قدمت تقریبی ۵۰۰ سال وجود دارد.
روستای لیوس داری ۵ قلعه استراتژیک در نقاط مختلف  بوده که همکنون  آثار و بقایای برخی از آنها  بجا مانده ، قلعه های ۱-دهور ۲-کُوُشک ۳-دهگاه ۴-دره نارنج ۵-قلعه خشک چین نوک بُنِ دز که کاربرد دیدبانی داشته، ، پیشینه باستانی  این قلعه ها مربوط به دوره پادشاهی ساسانی و اتابکان لربزرگ است.

## مکان زیارتی
۱-سید ولی‌الدین گوشه معروف به سه پیرون ،۲- پیرچِل۳-قدمگاه امام‌رضا در دهگاه لیوس ۴-امامزاده میداوید ۵-دعا سزار نیز از جمله ابنیه‌های تاریخی و مذهبی لیوس می باشد

## وجه تسمیه
در مورد وجه تسمیه معنای روستای لیوس Lewis دیدگاه های متفاوتی وجود دارد برخی معنای نام آن را شبیه به  نام سردار رومی معروف گایوس ژولیوس سزار دانسته اند اما  بنظر می رسد لیوس  نامی  اوستایی عیلامی باشد  که  از دو بخش [[لیو. [ وْ ] (اِ)]] به معنای روشنایی آفتاب و  وِیس به معنای روستا ، آبادی، قریه ،ده تشکیل شده و  معنای آن روی هم می شود محل بر آمدن آفتاب  و  یا آبادی تابان و نورانی می باشد، روستای  نور آباد که در نزدیکی ده لیوس واقع شده می تواند موید این گمانه باشد، دو روستا دیگر با نام های لیو علیا و لیوسفلی در دهستان ویسه در زریوار سنندج کردستان واقع شده‌است. که در کنارهم لیوویس را تشکیل می دهند بدین جهت شباهت بسیار به نام لیوس دارند،  ضمن آنکه در سایر مناطق بختیاری نشین تلفظ چوقا لیوسی  بصورت چوقا لِیوویسی بیان میشود.   گستره منطقه لیوس درگذشته از غرب تا رود سزار از جنوب تا کوه سگریون و دژمحمدعلی خان و شرق تا نزدیکی کوه هفت تنان و از شمال بخش غربی   سالندکوه تا بالای دره شوی  بود که تمام آبادی های نور آباد ،صالح آباد، سزار، تپی، پیوی، پیر چل،  شوی، را در بر می گرفته که در تقسیمات جدید کشوری محدود به ده لیوس شده است 

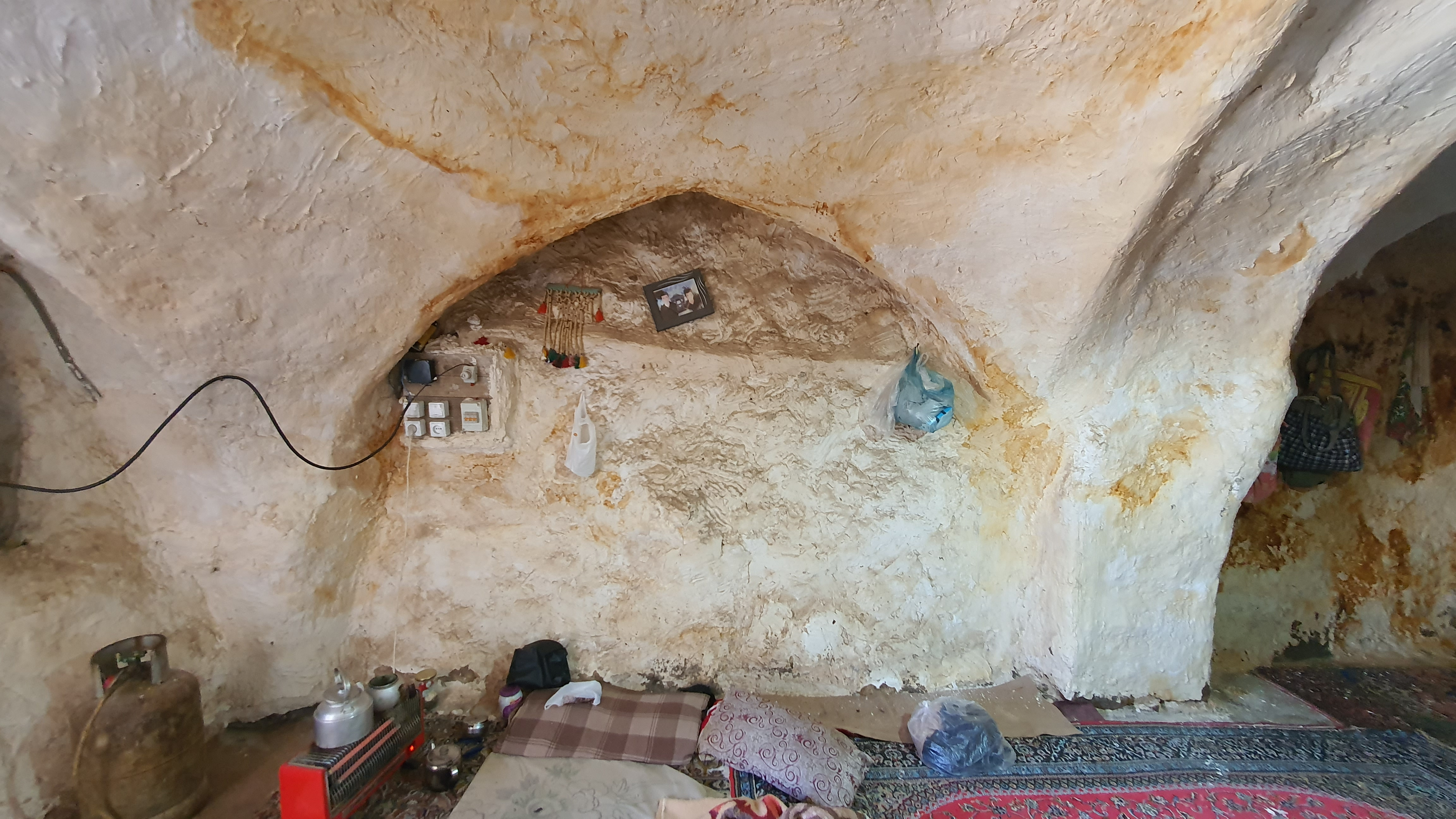
فضای داخلی خانه ای در لیوس

## مردم شناسی
اهالی این روستا از ایل بختیاری و از شاخه چهارلنگ و از باب محمود صالح می باشند، طایفه لیوسی متشکل از تیره های دهدار سنگه ای ، سِزاری ،شیخون پیرچل ، تپینی ،نورآبادی ،شیخ گوشه دیناوربالا، کاهد کَلِه ی ، گیشاسوند و تیره بزرگ عشیری می باشد .
```
 انار،  خرما،  انجیروحشی، انگور، لیمو،  نارنج، کُنار،  بنک، کُلخونگ ،بادام کوهی ، بلوط، کیکم، افرا،جاز، و گیاهانی مانند ؛ بن سُر اندش، کلوس، کنگر، گل گاوزبان، بابونه، لاله در این روستا می‌روید.
```

## گونه‌های جانوری
```
پلنگ ، گربه وحشی،  خرس ، گرگ ، کَفتار، شغال، ، کَل و بز کوهی ،آهو، گراز،،تَشی، سمور، کَبک، تیهو، عقاب، شاهین، سار گپه ، بوف، کلاغ، گونه های  ما  افعی ،  سمندر امپراتور، است.

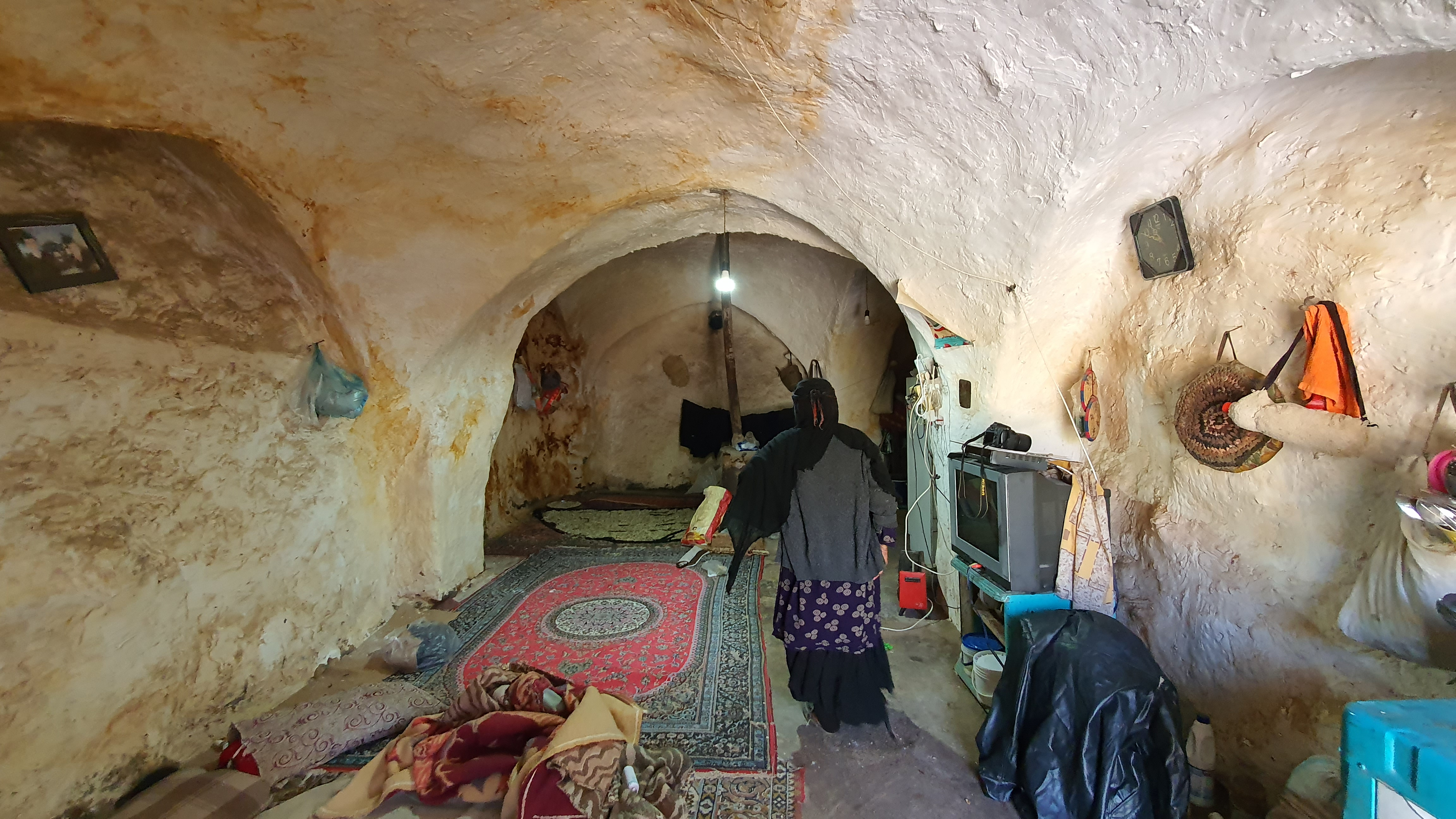
زن بختیاری اهل روستا لیوس

```